# سياسة النقل
سياسة النقل (بالإنجليزية: Transportation policy)‏ أحد مفاهيم الجغرافيا الاقتصادية، وهو متعلق بقطاع النقل. تعرف سياسات النقل بأنها هيكل أو تركيب من الطرق والوسائل والفترات الزمنية المختارة من قبل جهة أو دولة معينة. وتهدف إلى إشباع حاجة الأفراد إلى الحركة ونقل السلع، إلى جانب نظام ملائم من وسائل الإنتاج المساعدة. وتعتبر سياسات النقل مثال محدد من السياسات الاقتصادية، والتي بدورها مثال محدد على السياسة بطبيعتها الأشمل.

## أهمية سياسة النقل
تأتي أهمية عملية إقرار سياسات للنقل من كونه محرك أساسي لعملية التنمية الحضرية وضامن لتطورها.  